# Pompilio Seveso

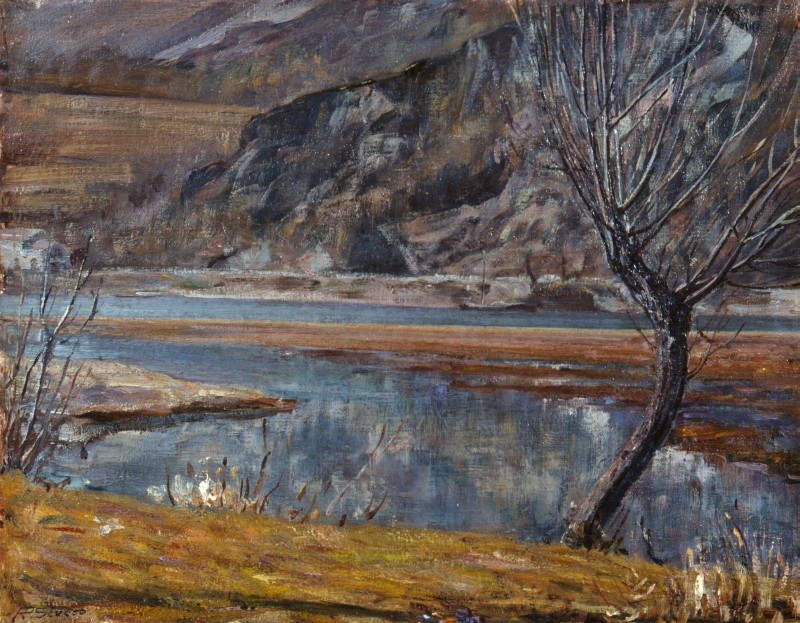
„Paesaggio lacustre“ von Pompilio Seveso

Pompilio Seveso (* 1877 in Mailand; † 3. September 1949 ebenda) war ein italienischer Maler.

## Leben
Seveso wurde in eine einfache Familie hineingeboren. Er begann sehr früh, sich in der Kunst zu versuchen.
Er besuchte zwischen 1893 und 1895 Kurse der Brera-Akademie und machte Aktschule zwischen 1904 und 1909 und zwischen 1915 und 1916, um sich dann der Betrachtung der Werke von Leonardo Bazzaro, Emilio Longoni und Filippo Carcano als Autodidakt zu widmen.
Gerade die Freundschaft mit diesen Meistern, insbesondere Longonis, den er oft zum Malen in die Berge begleitete, prägte seine Fähigkeiten als Maler.
Anfang des 20. Jahrhunderts hatte er als junger Mann ein bedeutendes Intermezzo im Stil des Divisionismus aufgrund von Verbindungen mit seinem Freund Fornara.
In der Folge wurden seine Werke von den Malern der Scapigliatura inspiriert und näherten sich dem Stil Leonardo Bazzaros oder Eugenio Gignous’.
Die Bilder erhielten ihre Motive aus den Landschaften seiner Aufenthalte in Feriolo, am Lago Maggiore, Valmalenco und Veltlin.